# Мажуговка
Мажу́говка (укр. Мажу́гівка) — село Черниговского района Черниговской области Украины. Население 24 человека. Протекает река Вереб.
Код КОАТУУ: 7425588102. Почтовый индекс: 15555. Телефонный код: +380 462.

## История
Возле села Мажуговка обнаружено древнерусское поселение времён Киевской Руси (IX—XIII вв.).

## Власть
Орган местного самоуправления — Слабинский сельский совет. Почтовый адрес: 15555, Черниговская обл., Черниговский р-н, с. Слабин, ул. Молодёжная, 12.